# Movileni (gmina w okręgu Gałacz)
Movileni – gmina w Rumunii, w okręgu Gałacz. Obejmuje tylko jedną miejscowość Movileni. W 2011 roku liczyła 3269 mieszkańców. 